# Samfundet SHT
Samfundet SHT (Det Oförgängligt Lysande och Klart Strålande Samfundet SHT) är ett parodiskt-studentikost ordenssällskap med rötter i Uppsalas studentliv. Det instiftades ursprungligen 1844 under namnet "Sällskapet Tratten" samt återupplivades efter några års uppehåll 1850 under namnet "Kgl. Bacchi Återupplifvade Tratts Orden" under ledning av en tidigare medlem. Även det ursprungliga sällskapets stormästare, Julius von Sydow, återkom med tiden till orden. Beteckningen "Samfundet SHT" infördes kring årsskiftet 1851/52. 
Idag är samfundet troligen Uppsalas äldsta fortlevande akademiska ordenssällskap, något vilket dock är svårt att med säkerhet fastställa då vissa av stadens andra sällskap hemlighåller såväl sin existens som sin historia. I dagligt tal benämns orden ofta bara som "Tratten". Orden har loger på ett flertal orter i Sverige. Verksamheten skall "främja den sanna ynglingaglädjen" och består till största delen i att ordna fester och andra sammankomster för medlemmarna, där dessa underhåller varandra med humoristiska tal, dikter, studentikosa uppträdanden och spex. Ordens ceremoniel är i stort sett oförändrat sedan slutet av 1800-talet.

## Sällskapet Tratten
Det ursprungliga Sällskapet Tratten instiftades den 29 mars 1844 av Julius von Sydow i samband med en så kallad "väckning" av en studentkamrat i Uppsala. Den första mer organiserade sammankomsten i orden arrangerades hos traktören Sundberg den 12 april i samband med von Sydows namnsdag. I sina stadgar betecknades orden som ett "sup-litterärt eller Bakchanaliskt-æstetiskt samkväm". Antalet ordensbröder uppgick ursprungligen till nio (varav en korresponderande ledamot) men utökades under höstterminen samma år till elva. Merparten av medlemmarna var studenter vid Göteborgs nation. I denna sin ursprungliga inkarnation frodades orden endast under cirka ett år och sedan von Sydow lämnat Uppsala med utgången av vårterminen 1845 avstannade verksamheten.

## Carl Magnus Appelberg och det återupplivade samfundet

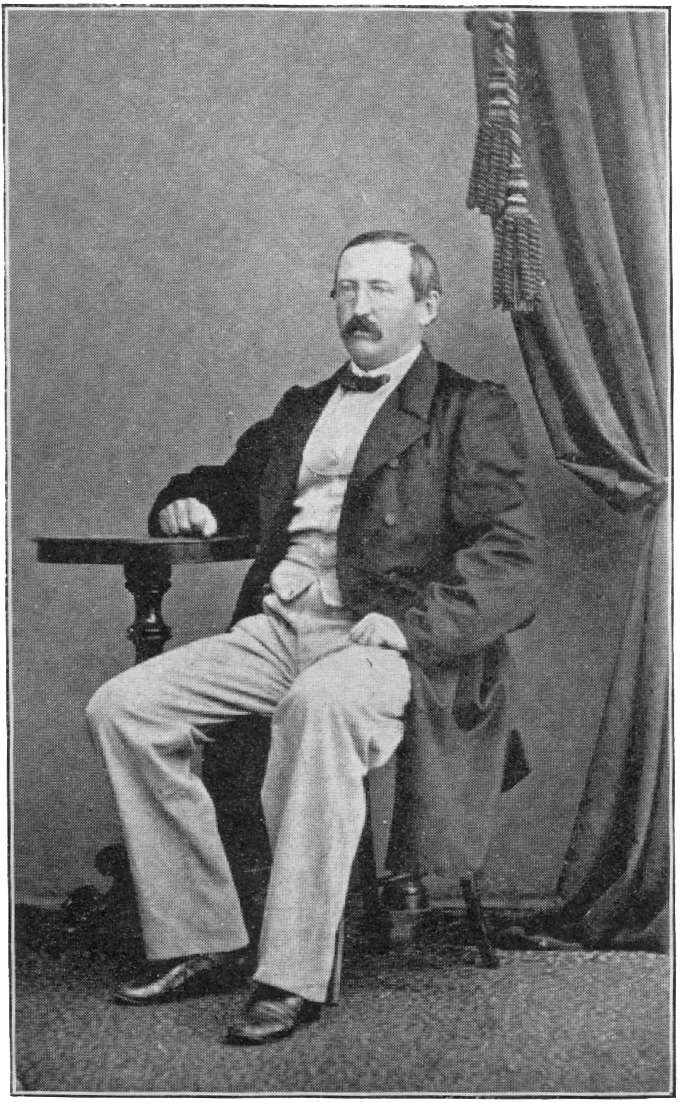
Carl Magnus Appelberg, grundaren av det moderna och ännu fortlevande Samfundet SHT

Den siste recipienten bland de elva medlemmarna i den ursprungliga orden var Carl Magnus Appelberg. Även han lämnade Uppsala 1845, men återvände året därpå för fortsatta studier. Efter några år som bland annat sexmästare i Göteborgs nation kände Appelberg ett behov av att återuppliva det insomnade sällskapet vilket skedde hösten 1850 under namnet "Kgl. Bacchi Återupplifvade Tratts Orden". Redan året därpå antogs dock namnet "Samfundet S.H.T.".
Åren 1851–1858 bedrev Appelberg periodvis medicinstudier i Stockholm och med början hösten 1851 såg han till att orden fick verksamhet även där, först i form av en filialavdelning verksam fram till 1853 samt från 1856 i form av SHT:s första filialloge, vilken 1860 omorganiserades till Stora Filial-logen Carl Michael. Därmed hade den spridning av SHT över Sverige påbörjats, vilken till i dagsläget resulterat i totalt tio olika loger från Luleå i norr till Lund i söder. Appelberg själv stod, utöver Stockholmslogen, även som grundare av filiallogen i Linköping.
Utöver de tio logerna har SHT indelat hela världen i ett stort antal så kallade "Här-Mästar-Dömen", "Generalkonsulat" och "Förposter".

## Publikationer och alster
Ett urval av de tal, dikter och andra konstnärliga alster som framförs i SHT:s olika loger utges sedan 1852 årligen i skriftserien Tal och kväden.
Skeninge möte – S.H.T-Operett i 3 akter och 5 öppningar, är ett spex från 1883 med text av Carl Magnus Appelberg, efter en plan av Hugo Lindeberg och med originalmusik av Theodor Lagercrantz.

## Grader och receptioner
Samfundet SHT har åtta ordensgrader. 
Ordensnamnets innebörd är hemlig utom för de högsta graderna. Internt benämns sällskapet ofta med namnet Tratten.
Då man blir upptagen i samfundet som ledamot, antar man ett humoristiskt "ordensnamn" under vilket man sedan omnämns. Namnet syftar ofta, men inte alltid, på personens utbildning, yrkesmässiga verksamhet eller någon kännetecknande egenskap.

## Loger
- Uppsala (Moderlogen, grundad 1844)
- Stockholm (Carl Michael, grundad 1856)
- Kalmar  (Epicur, grundad 1859)
- Göteborg (Heimdall, grundad 1868)
- Linköping (Jojachim, grundad 1880)
- Härnösand (Anakreon, grundad 1961)
- Lund (Absalon, grundad 1969)
- Örebro (Gubben Noach, grundad 1855, återupplivad 1994)
- Växjö (Esaias, grundad 1995)
- Luleå (Kung Bore, grundad 2012)

## Stormästare
- 1844–1845 – Julius von Sydow
- 1850 – Carl Magnus Appelberg (första gången)
- 1850–1851 – Sem Hedrén
- 1851 – Emil Almén
- 1851–1859 – Carl Magnus Appelberg (andra gången)
- 1859–1860 – Johannes Swedborg
- 1860–1861 – Gustaf Bodman
- 1861–1866 – Bengt Liljeblad
- 1866–1868 – Christian Högman
- 1868–1870 – Carl David af Wirsén (första gången)
- 1870–1873 – Johan Björkén
- 1873–1875 – Carl David af Wirsén (andra gången)
- 1875–1878 – Alfred Fahlcrantz
- 1878–1897 – Carl Rupert Nyblom
- 1897–1902 – Ivar Hedenblad (första gången)
- 1902–1905 – Axel Nicolaus Lundström
- 1906–1909 – Ivar Hedenblad (andra gången)
- 1909–1930 – Carl Axel Brolén
- 1930–1956 – Anders Grape
- 1956–1969 – Anton Fägersten
- 1969–1983 – Åke Davidsson
- 1983–1992 – Rikard Kupper
- 1992–2000 – Claes Wirsén
- 2000–2003 – Lars Peterson
- 2003–2010 – Styrbjörn Jacobsson
- 2010–2015 – Mattias Lundgren
- 2015–2022 – Peter Ekman
- 2022-ff – Håkan Bergenheim

## Kända ledamöter
Från starten 1844 har SHT haft fler än 11 000 ledamöter. Bland kända sådana kan – utöver sådana nämnda i stormästarlängden ovan – nämnas många svenska kulturpersonligheter, däribland författare, konstnärer, musiker och vetenskapsmän såsom Viktor Rydberg, Gunnar Wennerberg, Carl Larsson, Erik Axel Karlfeldt, Albert Engström, Hugo Alfvén, Fritiof Nilsson Piraten, Ulf Peder Olrog, S Ola Thulin, Bertil Andersén, Harry Martinson, Ruben Josefson, Anders Zorn, Karl Warburg, Thore M. Fries, Rutger Sernander, Arvid Högbom, Bo Setterlind, Lasse Eriksson, Carl Staaff, Wilhelm Stenhammar och Stig Ossian Ericson.Ingmar Milveden.
Den ovannämnde stormästaren Carl Rupert Nyblom - skald, professor i estetik och ledamot av Svenska akademien - har i sina memoarer beskrivit det inflytande hans upptagande i SHT hade:
| ”                                                    | Denna tilldragelse, att C.R. [Nyblom själv] kom in i detta lefnadsglada studentsällskap, hade en afgörande inflytelse på hans lynne. All hans stagnelianism var snart förjagad. Poesi, sång och lustigheter med glada och goda kamrater jämte den osläckliga humor, som där i alla former spenderades, hade snart den verkan, att han alldeles omskaptes. | „ |
| – Carl Rupert Nyblom, En sjuttioårings minnen (1908) | |   |

### Fotnoter
1. ↑  Samfundet S.H.T. (1913). Generalregister öfver Samfundet S.H.T.:s ledamöter 1844-1912.. Stockholm. Libris 3048535

### Webbkällor
- S.H.T. i Nordisk familjebok (andra upplagan, 1917)
- ”SHT”. Nationalencyklopediens nätupplaga. http://www.ne.se/lang/sht/304710. Läst 15 december 2013..